# La Couleur des mots (film)
Pour les articles homonymes, voir La Couleur des mots (homonymie).
Pour plus de détails, voir Fiche technique et Distribution.
La Couleur des mots est un film belge réalisé par Philippe Blasband et sorti en 2007.

## Fiche technique
- Titre : La Couleur des mots
- Réalisation : Philippe Blasband
- Scénario : Philippe Blasband
- Photographie : Nicolas Arnould, Valentine Paulus Olivier Rausin, Virginie Saint-Martin
- Costumes : Elisabeth Schnell
- Son : Hélène Lamy-Au-Rousseau, Frédéric Meert et Vincent Nouaille
- Montage : Ewin Ryckaert
- Musique : Daan Stuyven et Olivier Thomas
- Société de production : Climax Films
- Pays d'origine :  Belgique
- Durée : 63 minutes
- Date de sortie : Belgique - 17 janvier 2007

## Distribution
- Mathilde Larivière
- Aylin Yay
- Serge Demoulin
- Serge Larivière
- Claire Tefnin
- Laurent Capelluto
- John Dobrynine
- Véronique Dumont

## Récompenses
- Prix d'interprétation féminine pour  Aylin Yay au Festival international du film d'Amiens 2005[1]